# Cabazon (Kalifornija)
Cabazon je naseljeno područje za statističke svrhe u američkoj saveznoj državi Kalifornija. Prema popisu stanovništva iz 2010. u njemu je živjelo 2,535 stanovnika.